# Mustakivi

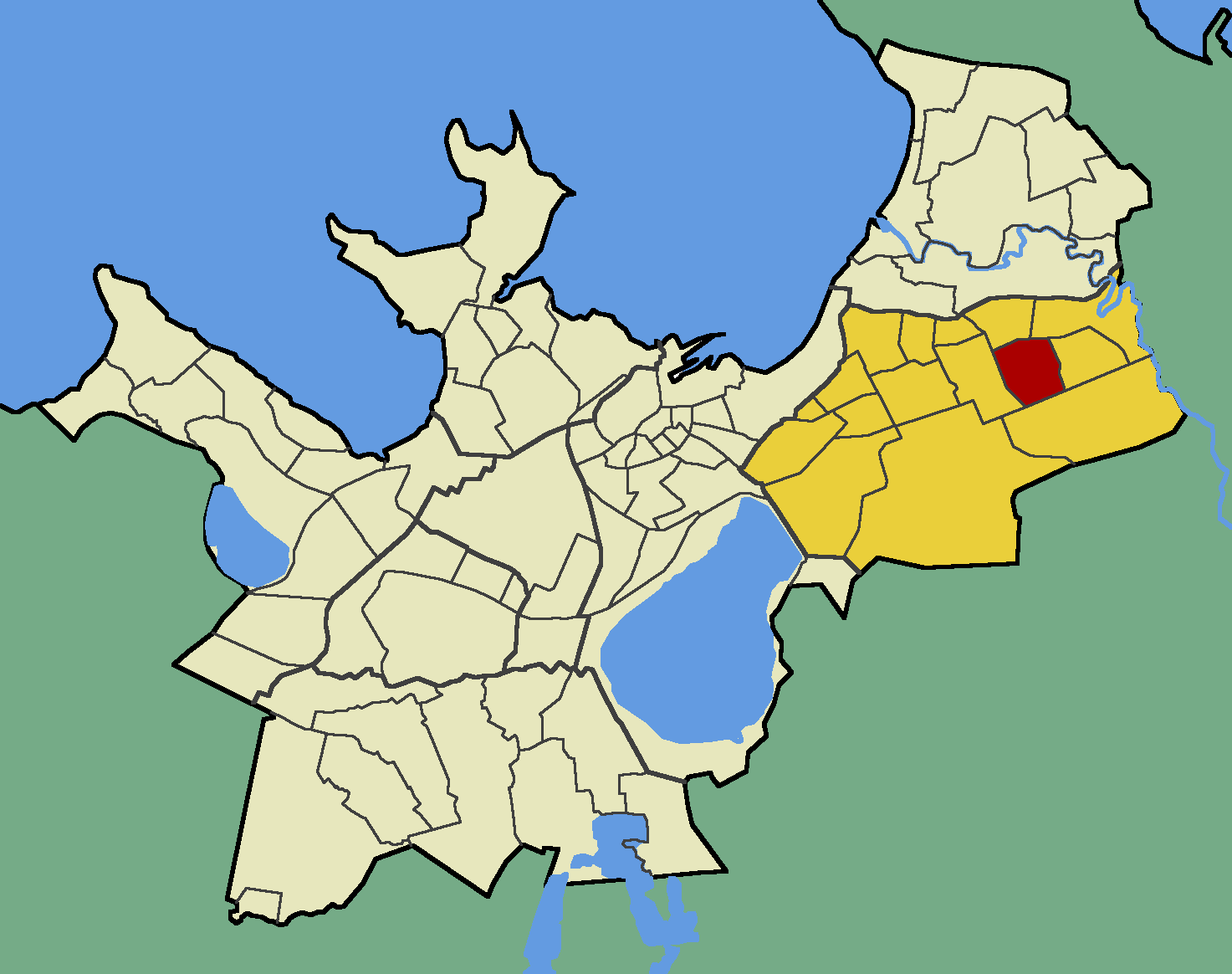
Der Bezirk Mustakivi (rot) im Tallinner Stadtteil Lasnamäe (gelb)

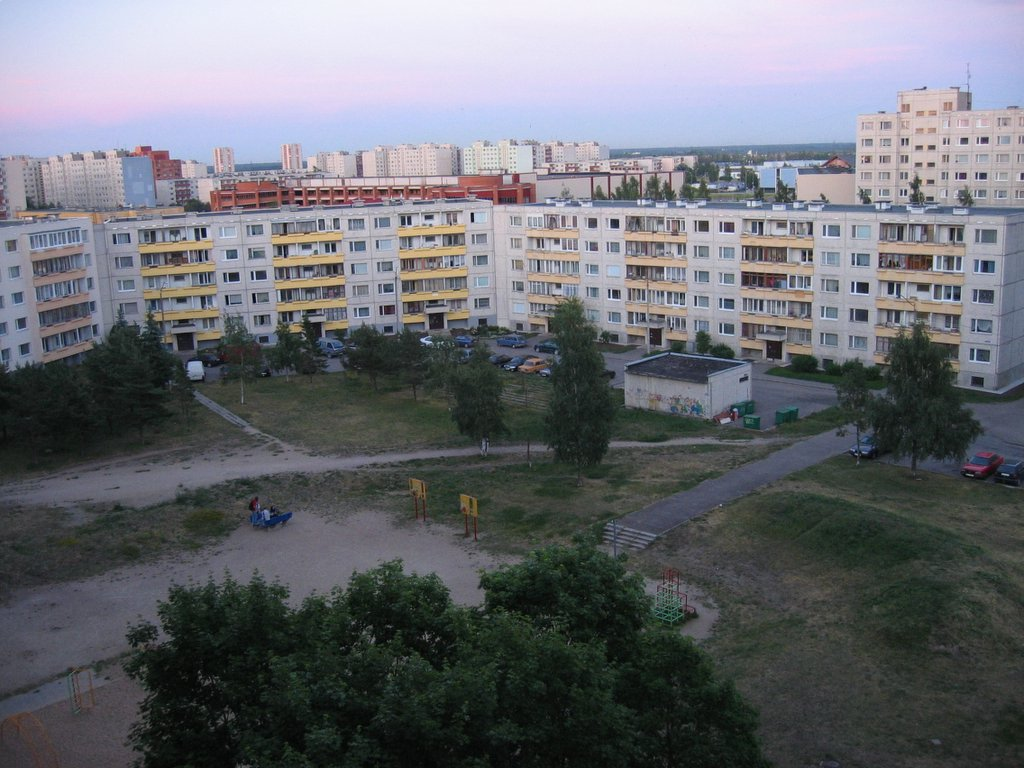
Wohnhäuser in Mustakivi

Mustakivi (zu Deutsch „Schwarzer Stein“) ist ein Bezirk (estnisch asum) der estnischen Hauptstadt Tallinn. Er liegt im Stadtteil Lasnamäe (deutsch „Laaksberg“).

## Beschreibung
Der Stadtbezirk hat 17.571 Einwohner (Stand 1. Mai 2010).
Wie ganz Lasnamäe dominieren in der Trabantenstadt Mustakivi anonyme Hochhäuser in sowjetischer Plattenbauweise das Bild. Sie wurden in den 1970er und 1980er Jahren aus dem Boden gestampft. Die Mehrheit der Einwohner ist russischsprachig.
Der Laagna tee, eine sechsspurige Schnellstraße zwischen der Tallinner Innenstadt und Lasnamäe, endet in Mustakivi. Die zehn Kilometer lange Stadtautobahn hieß während der sowjetischen Zeit Oktoberprospekt. Eine geplante Schnellbahntrasse für eine Straßenbahn auf dem Mittelstreifen ist nie verwirklicht worden.